# Balogiványi
Balogiványi (szlovákul: Ivanice) község Szlovákiában, a Besztercebányai kerületben, a Rimaszombati járásban.

## Fekvése
Rimaszombattól 20 km-re délkeletre, a Balog patak bal partján található.

## Története
1245-ben "Iwan" néven említik először. Valószínűleg ekkor alapították Milost fiai, akik egészen a 16. századig birtokolták a települést. További tulajdonosai a Széchy és Koháry család, később a Coburgok voltak. 1427-ben az adóösszeírásban "Ivanfalua" néven szerepel. 1773-ban 11 jobbágy és 4 zsellércsalád lakta.
Vályi András szerint: "IVÁNYI. Magyar falu Gömör Várm. földes Ura G. Koháry Uraság, lakosai katolikusok, fekszik Rima Szécshez fél mértföldnyire, Csakó mellet, földgye mindent terem, piatzozása közel, 2 ’s 4 mértföldnyire is, legelője elég van."
Fényes Elek szerint: "Ivány, magyar falu, Gömör és Kis-Honth egyesült vgyékben, Rima-Szécshez 1/2 órányira: 28 kath., 271 ref. lak. F. u. h. Coburg."
1828-ban 34 házában 299 lakos élt, akik mezőgazdasággal foglalkoztak. 1858-ban egy nagy tűzvészben csaknem az egész falu leégett. Református egyházi iskoláját 1906-ban az Andrássy család építtette.
Gömör-Kishont vármegye monográfiája szerint: "Iványi, balogvölgyi magyar kisközség, 96 házzal és 382 ev. ref. vallású lakossal. Hajdan Ivánfalva volt a neve. Előbb a Koháry, majd a Coburg herczegi család birtoka lett. Református temploma 1796-ban épült. Ide tartozik Tőkés puszta. A község postája, távírója és vasúti állomása Rimaszécs."
A trianoni békeszerződésig Gömör-Kishont vármegye Feledi járásához tartozott, ezután a csehszlovák állam része lett. Mezőgazdasági jellegét ezután is megtartotta. 1938 és 1945 között megint Magyarországhoz tartozott.

## Népessége
| Év:            | 1994. | 2004.   | 2014.    | 2024.   |
| -------------- | ----- | ------- | -------- | ------- |
| Emberek száma: | 185   | 203     | 246      | 248     |
| Eltérés:       |       | +9,72 % | +21,18 % | +0,81 % |

| Év:            | 2023. | 2024.   |
| -------------- | ----- | ------- |
| Emberek száma: | 243   | 248     |
| Eltérés:       |       | +2,05 % |

1910-ben 358-an, túlnyomórészt magyarok lakták.
2001-ben 204 lakosából 194 magyar és 3 szlovák.
2011-ben 224 lakosából 138 magyar, 33 roma és 28 szlovák.

## Nevezetességei
- Református temploma 1796 és 1797 között épült.
- A falu területén eddig kihasználatlan melegvizű források törnek fel.